# 馬爾科·萊斯科維奇
馬爾科·萊斯科維奇（1991年4月27日—）是一位克羅地亞足球運動員。在場上的位置是中後衛。他現在效力於克羅地亞足球甲級聯賽球隊斯普利特足球俱樂部。他也代表克羅地亞國家足球隊參賽。